# Anii 690 î.Hr.
Milenii: Mileniul al II-lea î.Hr. - Mileniul I î.Hr. - Mileniul I
Secole: Secolul al VIII-lea î.Hr. - Secolul al VII-lea î.Hr. - Secolul al VI-lea î.Hr.
Decenii:Anii 720 î.Hr. Anii 710 î.Hr. Anii 700 î.Hr. Anii 690 î.Hr. Anii 680 î.Hr. Anii 670 î.Hr. Anii 660 î.Hr.
Ani: 695 î.Hr. 694 î.Hr. 693 î.Hr. 692 î.Hr. 691 î.Hr. - 690 î.Hr. - 689 î.Hr. 688 î.Hr. 687 î.Hr. 686 î.Hr. 685 î.Hr.
Anii 690 î.Hr. - reprezintă perioada 699 î.Hr. - 690 î.Hr.